# Kaushal Panwar
Kaushal Panwar (Rajound (Kaithaldistrict, Haryana), 10 oktober 1977) is een hoogleraar uit India die actief is als mensenrechtenactiviste. Ze onderwijst Sanskriet aan de Universiteit van Delhi en bestudeert daar onder andere Dharmashastra en de taal en positie van Shudravrouwen in de oudheid, de vier varna's, het kastenstelsel en sociale bewegingen in India.
Panwar zet zich al haar hele leven in tegen discriminatie die voortvloeit uit het hindoeïstische kastenstelsel. Ze put inspiratie uit Babasaheb Ambedkar, een Indiase gelijkheidsstrijder die actie voerde tegen de discriminatie van de onaanraakbaren.

## Biografie
Kaushal Panwar werd geboren in de jati van de Valmiki, een van de laagste van de lage kastes. Haar familie hield zich bezig met eenvoudige handarbeid en manual scavenging, het handmatig verwijderen van onbehandelde uitwerpselen uit toiletemmers of putlatrines. Door de financiële steun van haar vader was ze in staat om naar school te gaan en te studeren.
In haar vroege tienerjaren begon ze zich te interesseren in religieuze teksten in het Sanskriet, omdat die haar inzicht gaven in de oorzaken van kastendiscriminatie in India. Toen ze voor het eerst een les Sanskriet wilde volgen op de middelbare school werd haar leraar aanvankelijk woedend. Oude hindoeïstische teksten verbieden het dat vrouwen en leden van lage kastes Sanskriet studeren, de taal van de Veda's en andere heilige schiften. Sanskrietleraren in dorpsscholen zijn bijna altijd afkomstig uit de hoogste kaste en dat een Valmiki deze taal wilde bestuderen, beschouwde hij als blasfemie. De volgende dag was ze terug en uiteindelijk mocht ze de lessen toch volgen zolang ze op de allerlaatste rij plaatsnam.
Uiteindelijk vervolgde ze haar studie van het Sanskriet op universitair niveau en werd ze hoogleraar (assistant professor) in die taal.

## Activisme voor onaanraakbaren
Volgens Panwar is het Sanskriet de taal van het kastensysteem en van vrouwenonderdrukking.
In 2012 gaf Panwar aan de Harvard-universiteit een college over de situatie van de shudras, de vierde en laagste varna in het hindoeïstische kastenstelsel. In de traditionele hindoeïstische maatschappij worden de shudra's geacht de rol van arbeider te vervullen.
Een optreden in 2012 in Aamir Khans praatprogramma Satyamev Jayate, over onaanraakbaren bracht haar nationale bekendheid en erkenning. Het was de eerste keer dat dit onderwerp zo openlijk werd besproken en maakte veel los in de Indiase maatschappij. Zo werd de show via dvd's verspreid naar mensen die niet in staat waren de uitzending te zien.
Panwar wordt regelmatig benaderd door mensen die tot dan toe de lage kaste waaruit ze afkomstig zijn hebben verborgen en blij zijn met Panwar's voorbeeld om zich daar juist niet voor te schamen en er juist trots op te zijn. Veel Valmiki veranderen hun naam om discriminatie te voorkomen.
Door acties van haar en van andere activisten heeft de Indiase overheid concrete stappen ondernomen. Zo is in 2013 een wet aangenomen die manual scavenging verbiedt. Panwar is van mening dat discriminatie voortvloeiend uit het kastenstelsel nog zeker niet is verdwenen uit India; het is alleen van vorm veranderd.